# Spermolepis echinata
Spermolepis echinata là một loài thực vật có hoa trong họ Hoa tán. Loài này được (Nutt. ex DC.) A. Heller miêu tả khoa học đầu tiên năm 1895.